# Cesare Benedetti (football, 1920-1990)
Pour les articles homonymes, voir Cesare Benedetti et Benedetti.
Cesare Benedetti (né le 28 novembre 1920 à Alexandrie et décédé le 14 octobre 1990) est un footballeur italien.

## Biographie
En 1948-1949, il signe à l'Olympique de Marseille, en D1 française, où il joue 19 matchs, marquant 9 buts. Il continue sa carrière en France, au Toulouse FC, où il joue 31 matchs entre 1949 et 1951, marquant 11 buts.